# Karl-Theodor zu Guttenberg

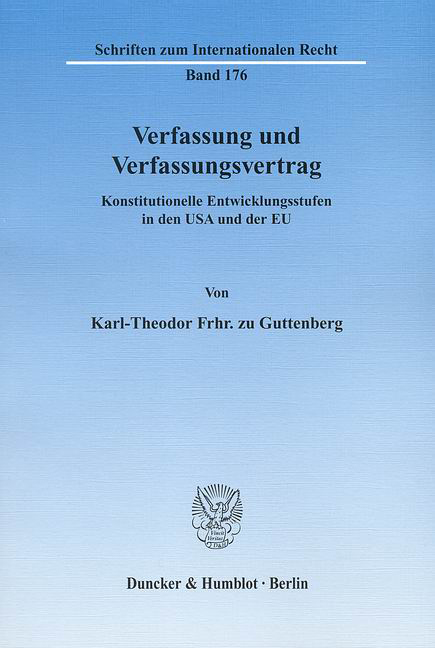
Guttenbergs doktorsavhandling.

Karl-Theodor Maria Nikolaus Johann Jacob Philipp Franz Joseph Sylvester Freiherr von und zu Guttenberg, född 5 december 1971 i München, är en tysk politiker (CSU).
Från november 2008 till februari 2009 var Guttenberg partiet CSU:s generalsekreterare. Den 10 februari 2009 blev han Tysklands ekonomi- och teknologiminister (Bundesminister für Wirtschaft und Technologie) i Angela Merkels första regering. I Merkels andra ministär tilldelades zu Guttenberg befattningen som Tysklands försvarsminister.
I februari 2011 anklagades Guttenberg för att ha plagierat andras texter i sin doktorsavhandling. Efter granskning fråntogs han sin doktorstitel. Han avgick från alla andra politiska poster i mars 2011.

## Biografi
Karl-Theodor Freiherr von und zu Guttenberg härstammar från adelsätten Guttenberg från Franken i Bayern. Hans föräldrar är dirigenten Enoch Freiherr von und zu Guttenberg och Christiane Gräfin von und zu Eltz. Föräldrarna skilde sig 1977 och Guttenberg växte tillsammans med sin yngre bror upp hos fadern. Guttenberg har två halvsyskon från faderns andra äktenskap. Hans farfar Karl Theodor Freiherr von und zu Guttenberg var statssekreterare i Bundeskanzleramt 1967–1969. Guttenberg är gift med Stephanie von und zu Guttenberg, som har svenska rötter och är ättling till Otto von Bismarck. Paret har två döttrar. 
Efter att ha avlagt studentexamen vid Ignaz-Günther-Gymnasium i Rosenheim 1991 gjorde Guttenberg som värnpliktig militärtjänst i bergsjägarbataljonen i Mittenwald. Han studerade juridik vid Bayreuths universitet 1992–1999. Under studieåren gjorde han praktik hos Peltzer & Riesenkampff i Frankfurt am Main och hos Mayer, Brown and Platt i New York. Han har även studerat statsvetenskap i München. Han tilldelades doktors grad efter en dissertation vid Bayreuths universitet, vilken han fråntogs 2011 efter att hans arbete visade sig ha brister och delvis var ett plagiat.
Karl-Theodor zu Guttenberg började redan under studietiden att arbeta i Forstverwaltung Guttenberg och i Guttenberg GmbH, som handhar familjen Guttenburgs förmögenhet. Han var fram till 2004 verkställande direktör för KT-Kapitalverwaltung GbR. Från 1996 till 2002 satt han med i styrelsen för Rhön-Klinikum AG där familjen Guttenburg är aktieägare. Hans deltagande i dessa verksamheter var begränsat.
År 2002 blev Guttenberg ledamot av Tysklands förbundsdag för partiet Christlich-Soziale Union in Bayern (CSU). 
Från november 2008 till februari 2009 var Guttenberg CSU-partiets generalsekreterare. Den 10 februari 2009 blev han Tysklands ekonomi- och teknologiminister (Bundesminister für Wirtschaft und Technologie) i Angela Merkels första regering. Den 28 oktober 2009 valdes han till försvarsminister och var därmed den yngsta försvarsministern någonsin i Förbundsrepubliken Tyskland.
Efter att ha lämnat sina politiska ämbeten och uppdrag i mars 2011 flyttade zu Guttenberg till USA.